# Campeonato Europeo de Baloncesto Masculino de 2007
El XXXV Campeonato Europeo de Baloncesto Masculino se celebró en Madrid (España) entre el 3 y el 16 de septiembre de 2007 bajo la denominación Eurobasket 2007. El evento fue organizado por la Federación Europea de Baloncesto (FIBA Europa) y por la Federación Española de Baloncesto (FEB).
Un total de 16 países europeos compitieron por el título de campeón europeo, cuyo anterior portador era la selección nacional de Grecia.

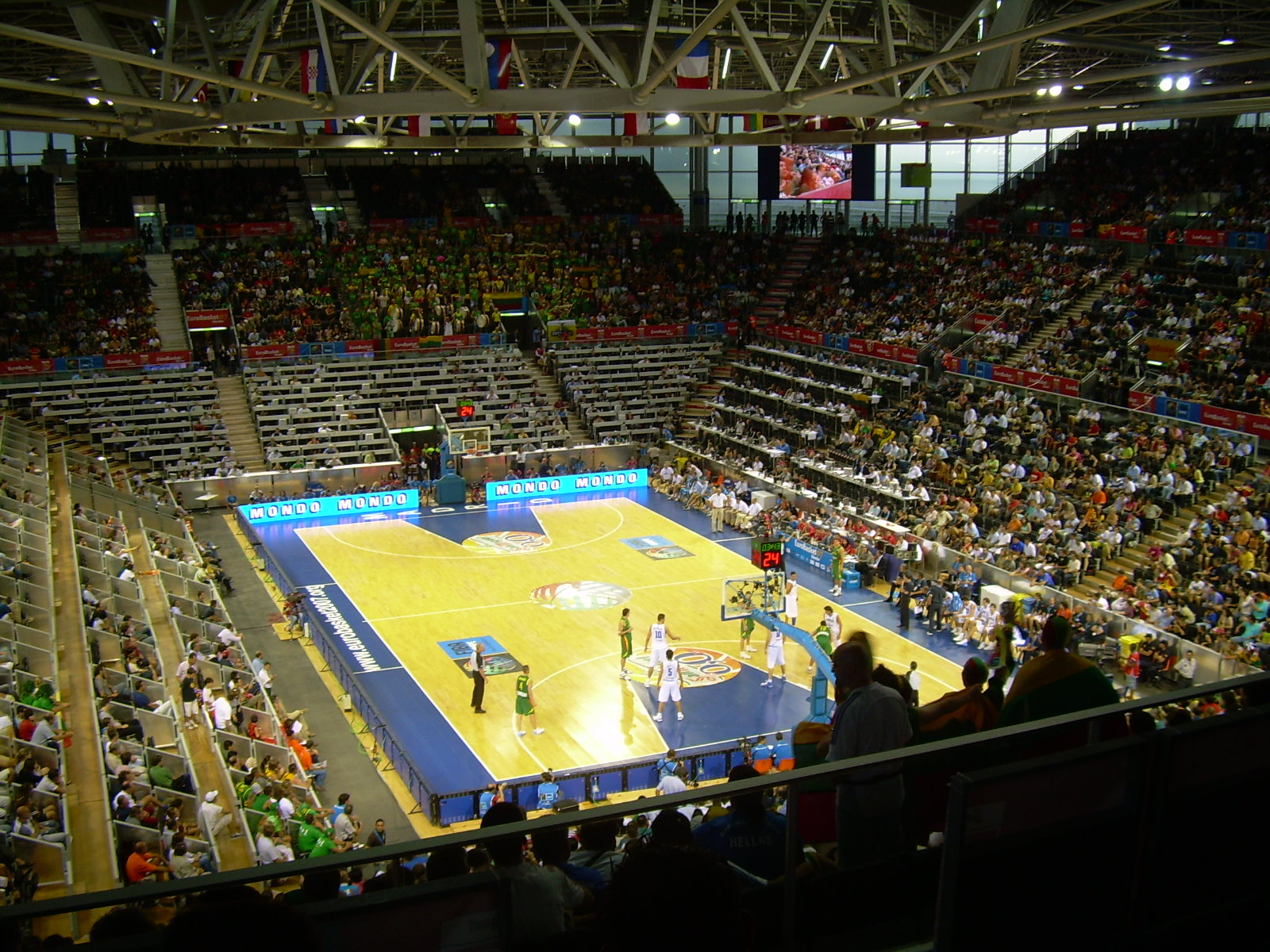
Partido entre Lituania e Italia en el Madrid Arena.

## Ronda de calificaciones
Los nueve equipos europeos participantes en el Mundial de Japón 2006 – Grecia, Alemania, Francia, España, Lituania, Eslovenia, Serbia, Italia y Turquía – están clasificados directamente para el Eurobasket 2007.
Otros seis participantes se han clasificado en la ronda de clasificación llevada a cabo del 31 de agosto al 16 de septiembre de 2006: Croacia, la República Checa, Letonia, Polonia, Portugal, Rusia. El equipo 16º ha sido Israel, al conseguir el pase en el torneo de clasificación adicional, celebrado en Mahón.

## Sedes
| Grupo        | Ciudad            | Instalación                                   | Capacidad |
| ------------ | ----------------- | --------------------------------------------- | --------- |
| A            | Granada           | Palacio de los Deportes                       | 7500      |
| B            | Sevilla           | Pabellón Municipal de San Pablo               | 10 000    |
| C            | Palma de Mallorca | Palma Arena                                   | 6.000     |
| D            | Alicante          | Centro de Tecnificación                       | 5.500     |
| Segunda fase | Madrid            | Madrid Arena                                  | 10.500    |
| Fase final   | Madrid            | Palacio de Deportes de la Comunidad de Madrid | 15.500    |

## Grupos
| Grupo A | Grupo B  | Grupo C         | Grupo D   |
| ------- | -------- | --------------- | --------- |
| Grecia  | España   | Alemania        | Francia   |
| Rusia   | Croacia  | Lituania        | Eslovenia |
| Serbia  | Letonia  | Turquía         | Italia    |
| Israel  | Portugal | República Checa | Polonia   |

## Primera fase

### Grupo A
| Equipo | J | G | P | T+  | T-  | DT  | PTS |
| ------ | - | - | - | --- | --- | --- | --- |
| Rusia  | 3 | 3 | 0 | 224 | 174 | +50 | 6   |
| Grecia | 3 | 2 | 1 | 197 | 194 | +3  | 5   |
| Israel | 3 | 1 | 2 | 209 | 249 | -40 | 4   |
| Serbia | 3 | 0 | 3 | 215 | 228 | -13 | 3   |

- Resultados

| Fecha    | Hora² | Partido¹ | Partido¹ | Partido¹ | Resultado |
| -------- | ----- | -------- | -------- | -------- | --------- |
| 03.09.07 | 18:00 | Serbia   | -        | Rusia    | 65-73     |
| 03.09.07 | 20:30 | Israel   | -        | Grecia   | 66-76     |
| 04.09.07 | 18:00 | Rusia    | -        | Israel   | 90-56     |
| 04.09.07 | 20:30 | Grecia   | -        | Serbia   | 68-67     |
| 05.09.07 | 18:00 | Israel   | -        | Serbia   | 87-83     |
| 05.09.07 | 20:30 | Rusia    | -        | Grecia   | 61-53     |

- (¹) -  Todos en Granada
- (²) -  Hora local de España (UTC +2, CEST)

### Grupo B
| Equipo   | J | G | P | T+  | T-  | DT  | PTS |
| -------- | - | - | - | --- | --- | --- | --- |
| Croacia  | 3 | 2 | 1 | 252 | 237 | +15 | 5   |
| España   | 3 | 2 | 1 | 259 | 218 | +41 | 5   |
| Portugal | 3 | 1 | 2 | 201 | 239 | -38 | 4   |
| Letonia  | 3 | 1 | 2 | 229 | 247 | -18 | 4   |

- Resultados

| Fecha    | Hora² | Partido¹ | Partido¹ | Partido¹ | Resultado |
| -------- | ----- | -------- | -------- | -------- | --------- |
| 03.09.07 | 19:00 | Letonia  | -        | Croacia  | 85-77     |
| 03.09.07 | 21:30 | Portugal | -        | España   | 56-82     |
| 04.09.07 | 19:00 | Croacia  | -        | Portugal | 90-68     |
| 04.09.07 | 21:30 | España   | -        | Letonia  | 93-77     |
| 05.09.07 | 19:00 | Portugal | -        | Letonia  | 77-67     |
| 05.09.07 | 21:30 | Croacia  | -        | España   | 85-84     |

- (¹) -  Todos en Sevilla
- (²) -  Hora local de España (UTC +2, CEST)

### Grupo C
| Equipo          | J | G | P | T+  | T-  | DT  | PTS |
| --------------- | - | - | - | --- | --- | --- | --- |
| Lituania        | 3 | 3 | 0 | 265 | 224 | +41 | 6   |
| Alemania        | 3 | 2 | 1 | 242 | 211 | +31 | 5   |
| Turquía         | 3 | 1 | 2 | 198 | 237 | -39 | 4   |
| República Checa | 3 | 0 | 3 | 225 | 258 | -33 | 3   |

- Resultados

| Fecha    | Hora² | Partido¹        | Partido¹ | Partido¹        | Resultado |
| -------- | ----- | --------------- | -------- | --------------- | --------- |
| 03.09.07 | 18:00 | República Checa | -        | Alemania        | 78-83     |
| 03.09.07 | 20:30 | Turquía         | -        | Lituania        | 69-86     |
| 04.09.07 | 18:00 | Lituania        | -        | República Checa | 95-75     |
| 04.09.07 | 20:30 | Alemania        | -        | Turquía         | 79-49     |
| 05.09.07 | 18:00 | Lituania        | -        | Alemania        | 84-80     |
| 05.09.07 | 20:30 | República Checa | -        | Turquía         | 72-80     |

- (¹) -  Todos en Palma de Mallorca
- (²) -  Hora local de España (UTC +2, CEST)

### Grupo D
| Equipo    | J | G | P | T+  | T-  | DT  | PTS |
| --------- | - | - | - | --- | --- | --- | --- |
| Eslovenia | 3 | 3 | 0 | 206 | 186 | +20 | 6   |
| Francia   | 3 | 2 | 1 | 209 | 195 | +14 | 5   |
| Italia    | 3 | 1 | 2 | 209 | 208 | +1  | 4   |
| Polonia   | 3 | 0 | 3 | 188 | 223 | -35 | 3   |

- Resultados

| Fecha    | Hora² | Partido¹  | Partido¹ | Partido¹  | Resultado |
| -------- | ----- | --------- | -------- | --------- | --------- |
| 03.09.07 | 19:00 | Polonia   | -        | Francia   | 66-74     |
| 03.09.07 | 21:30 | Italia    | -        | Eslovenia | 68-69     |
| 04.09.07 | 19:00 | Francia   | -        | Italia    | 69-62     |
| 04.09.07 | 21:30 | Eslovenia | -        | Polonia   | 70-52     |
| 05.09.07 | 19:00 | Eslovenia | -        | Francia   | 67-66     |
| 05.09.07 | 21:30 | Polonia   | -        | Italia    | 70-79     |

- (¹) -  Todos en Alicante
- (²) -  Hora local de España (UTC +2, CEST)

## Segunda fase
Clasifican los tres mejores equipos de cada grupo y se distribuyen en dos grupo, el E con los tres primeros de los grupos A y B y el F con los tres primeros de los grupos C y D. Cada equipo inicia esta segunda fase con los puntos que consiguieron en la primera fase, exceptuando los puntos obtenidos en el partido con el equipo eliminado.

### Grupo E
| Equipo   | J | G | P | T+  | T-  | DT  | PTS |
| -------- | - | - | - | --- | --- | --- | --- |
| España   | 5 | 4 | 1 | 422 | 341 | +81 | 9   |
| Rusia    | 5 | 4 | 1 | 381 | 325 | +56 | 9   |
| Grecia   | 5 | 3 | 2 | 353 | 348 | +5  | 8   |
| Croacia  | 5 | 2 | 3 | 398 | 396 | +2  | 7   |
| Portugal | 5 | 1 | 4 | 350 | 420 | -70 | 6   |
| Israel   | 5 | 1 | 4 | 360 | 434 | -74 | 6   |

- Resultados

| Fecha    | Hora² | Partido¹ | Partido¹ | Partido¹ | Resultado |
| -------- | ----- | -------- | -------- | -------- | --------- |
| 07.09.07 | 16:30 | Portugal | -        | Rusia    | 65-78     |
| 07.09.07 | 19:00 | Israel   | -        | Croacia  | 80-75     |
| 07.09.07 | 21:30 | España   | -        | Grecia   | 76-58     |
| 09.09.07 | 16:30 | Portugal | -        | Israel   | 94-85     |
| 09.09.07 | 19:00 | Grecia   | -        | Croacia  | 81-78     |
| 09.09.07 | 21:30 | Rusia    | -        | España   | 69-81     |
| 11.09.07 | 16:30 | Croacia  | -        | Rusia    | 70-83     |
| 11.09.07 | 19:00 | Grecia   | -        | Portugal | 85-67     |
| 11.09.07 | 21:30 | España   | -        | Israel   | 99-73     |

- (¹) -  Todos en Madrid (Madrid Arena)
- (²) -  Hora local de España (UTC +2, CEST)

### Grupo F
| Equipo    | J | G | P | T+  | T-  | DT  | PTS |
| --------- | - | - | - | --- | --- | --- | --- |
| Lituania  | 5 | 5 | 0 | 417 | 357 | +60 | 10  |
| Eslovenia | 5 | 4 | 1 | 340 | 312 | +28 | 9   |
| Francia   | 5 | 3 | 2 | 371 | 347 | +24 | 8   |
| Alemania  | 5 | 2 | 3 | 339 | 346 | -7  | 7   |
| Italia    | 5 | 1 | 4 | 346 | 359 | -13 | 6   |
| Turquía   | 5 | 0 | 5 | 308 | 400 | -92 | 5   |

- Resultados

| Fecha    | Hora² | Partido¹  | Partido¹ | Partido¹  | Resultado |
| -------- | ----- | --------- | -------- | --------- | --------- |
| 08.09.07 | 16:30 | Francia   | -        | Alemania  | 78-66     |
| 08.09.07 | 19:00 | Italia    | -        | Lituania  | 74-79     |
| 08.09.07 | 21:30 | Turquía   | -        | Eslovenia | 51-66     |
| 10.09.07 | 16:30 | Italia    | -        | Turquía   | 84-75     |
| 10.09.07 | 19:00 | Lituania  | -        | Francia   | 88-73     |
| 10.09.07 | 21:30 | Alemania  | -        | Eslovenia | 47-77     |
| 12.09.07 | 16:30 | Alemania  | -        | Italia    | 67-58     |
| 12.09.07 | 19:00 | Francia   | -        | Turquía   | 85-64     |
| 12.09.07 | 21:30 | Eslovenia | -        | Lituania  | 61-80     |

- (¹) -  Todos en Madrid (Madrid Arena)
- (²) -  Hora local de España (UTC +2, CEST)

## Fase final
|  | Cuartos de final      | Cuartos de final      |          |        | Semifinales      | Semifinales      |  |        | Final            | Final            |  |
|  | 13 y 14 de septiembre | 13 y 14 de septiembre |          |        | 15 de septiembre | 15 de septiembre |  |        | 16 de septiembre | 16 de septiembre |  |
|  |                       |                       |          |        |                  |                  |  |        |                  |                  |  |
|  |                       |                       |          |        |                  |                  |  |        |                  |                  |  |
|  | España                | 83                    |          |        |                  |                  |  |        |                  |                  |  |
|  | España                | 83                    |          |        |                  |                  |  |        |                  |                  |  |
|  | Alemania              | 55                    |          |        |                  |                  |  |        |                  |                  |  |
|  | Alemania              | 55                    |          | España | 82               |                  |  |        |                  |                  |  |
|  |                       |                       |          | España | 82               |                  |  |        |                  |                  |  |
|  |                       |                       | Grecia   | 77     |                  |                  |  |        |                  |                  |  |
|  | Grecia                | 63                    | Grecia   | 77     |                  |                  |  |        |                  |                  |  |
|  | Grecia                | 63                    |          |        |                  |                  |  |        |                  |                  |  |
|  | Eslovenia             | 62                    |          |        |                  |                  |  |        |                  |                  |  |
|  | Eslovenia             | 62                    |          |        |                  |                  |  | España | 59               |                  |  |
|  |                       |                       |          |        |                  |                  |  | España | 59               |                  |  |
|  |                       |                       | Rusia    | 60     |                  |                  |  |        |                  |                  |  |
|  | Rusia                 | 75                    | Rusia    | 60     |                  |                  |  |        |                  |                  |  |
|  | Rusia                 | 75                    |          |        |                  |                  |  |        |                  |                  |  |
|  | Francia               | 71                    |          |        |                  |                  |  |        |                  |                  |  |
|  | Francia               | 71                    |          | Rusia  | 86               |                  |  |        |                  |                  |  |
|  |                       |                       |          | Rusia  | 86               |                  |  |        |                  |                  |  |
|  |                       |                       | Lituania | 74     |                  |                  |  |        |                  |                  |  |
|  | Croacia               | 72                    | Lituania | 74     |                  |                  |  |        |                  |                  |  |
|  | Croacia               | 72                    |          |        |                  |                  |  |        |                  |                  |  |
|  | Lituania              | 74                    |          |        |                  |                  |  |        |                  |                  |  |
|  | Lituania              | 74                    |          |        |                  |                  |  |        |                  |                  |  |
|  |                       |                       |          |        |                  |                  |  |        |                  |                  |  |

### Cuartos de final
| Fecha    | Hora² | Partido¹ | Partido¹ | Partido¹  | Resultado |
| -------- | ----- | -------- | -------- | --------- | --------- |
| 13.09.07 | 19:00 | Rusia    | -        | Francia   | 75-71     |
| 13.09.07 | 21:30 | España   | -        | Alemania  | 83-55     |
| 14.09.07 | 19:00 | Croacia  | -        | Lituania  | 72-74     |
| 14.09.07 | 21:30 | Grecia   | -        | Eslovenia | 63-62     |

- (¹) -  Todos en Madrid (Palacio de Deportes)
- (²) -  Hora local de España (UTC +2, CEST)

### Semifinales
| Fecha    | Hora² | Partido¹ | Partido¹ | Partido¹ | Resultado |
| -------- | ----- | -------- | -------- | -------- | --------- |
| 15.09.07 | 19:00 | España   | -        | Grecia   | 82-77     |
| 15.09.07 | 21:30 | Rusia    | -        | Lituania | 86-74     |

- (¹) -  En Madrid (Palacio de Deportes)
- (²) -  Hora local de España (UTC +2, CEST)

### Tercer puesto
| Fecha    | Hora² | Partido¹ | Partido¹ | Partido¹ | Resultado |
| -------- | ----- | -------- | -------- | -------- | --------- |
| 16.09.07 | 19:00 | Grecia   | -        | Lituania | 69-78     |

### Final
| Fecha    | Hora² | Partido¹ | Partido¹ | Partido¹ | Resultado |
| -------- | ----- | -------- | -------- | -------- | --------- |
| 16.09.07 | 21:30 | España   | -        | Rusia    | 59-60     |

- (¹) -  En Madrid (Palacio de Deportes)
- (²) -  Hora local de España (UTC +2, CEST)

## Medallero
|       |        |          |
| Rusia | España | Lituania |

## Clasificación final
| 1. Rusia            |
| 2. España           |
| 3. Lituania         |
| 4. Grecia           |
| 5. Alemania         |
| 6. Croacia          |
| 7. Eslovenia        |
| 8. Francia          |
| 9. Italia           |
| 10. Portugal        |
| 11. Israel          |
| 12. Turquía         |
| 13. Letonia         |
| 14. Serbia          |
| 15. República Checa |
| 16. Polonia         |

- Rusia y Lituania obtienen las dos plazas europeas directas para los Juegos Olímpicos de Pekín 2008, cita para la que ya estaba clasificada España tras ganar el Campeonato Mundial de Baloncesto de 2006. Grecia, Alemania, Croacia y Eslovenia jugarán un torneo preolímpico intercontinental en 2008 por una plaza para estos Juegos Olímpicos.

## Plantillas de los cuatro primeros clasificados
Rusia: Nikita Šabalkin, John Robert Holden, Serguéi Býkov, Andréi Kirilenko, Nikita Morgunov, Piotr Samoilenko, Viktor Khryapa, Zajar Pashutin, Serguéi Monia, Antón Ponkrashov, Alekséi Savrasenko, Nikolái Padius· Entrenador: David Blatt
España: Pau Gasol, Rudy Fernández, Juan Carlos Navarro, Carlos Cabezas, Berni Rodríguez, José Manuel Calderón, Sergio Rodríguez, Álex Mumbrú, Jorge Garbajosa, Marc Gasol, Carlos Jiménez, Felipe Reyes. Entrenador: Pepu Hernández
Lituania: Rimantas Kaukėnas, Giedrius Gustas, Jonas Mačiulis, Darjuš Lavrinovič, Ramūnas Šiškauskas, Darius Songaila, Simas Jasaitis, Linas Kleiza, Kšyštof Lavrinovič, Šarūnas Jasikevičius, Paulius Jankūnas, Robertas Javtokas. Entrenador: Ramūnas Butautas
Grecia
Theodoros Papaloukas, Ioannis Bourousis, Nikolaos Zisis, Vasileios Spanoulis, Panagiotis Vasilopoulos, Michalis Pelekanos, Nikos Hatzivrettas, Dimosthenis Dikoudis, Konstantinos Tsartsaris, Dimitris Diamantidis, Lazaros Papadopoulos, Michalis Kakiouzis. Entrenador: Panagiotis Giannakis

## Trofeos individuales
MVP
- Andréi Kirilenko

Quinteto ideal
- José Manuel Calderón
- Ramūnas Šiškauskas
- Andréi Kirilenko
- Dirk Nowitzki
- Pau Gasol

Anotadores del torneo
| #  | Jugador            | Puntos | Partidos | Puntos por partido |
| -- | ------------------ | ------ | -------- | ------------------ |
| 1  | Dirk Nowitzki      | 216    | 9        | 24,0               |
| 2  | Tony Parker        | 181    | 9        | 20,1               |
| 3  | Hidayet Türkoğlu   | 115    | 6        | 19,2               |
| 4  | Pau Gasol          | 169    | 9        | 18,8               |
| 5  | Andréi Kirilenko   | 162    | 9        | 18,0               |
| 6  | Marco Belinelli    | 93     | 6        | 15,5               |
| 7  | Yotam Halperin     | 84     | 6        | 14,0               |
| 8  | Ramūnas Šiškauskas | 124    | 9        | 13,8               |
| 9  | Matjaž Smodiš      | 121    | 9        | 13,4               |
| 10 | Marko Popović      | 105    | 8        | 13,1               |

| Predecesor: Serbia y Montenegro 2005 | Eurobasket XXXV edición | Sucesor: Polonia 2009 |

- Datos: Q390319
- Multimedia: EuroBasket 2007 / Q390319